# Реформы годов Кёхо
Реформы годов Кёхо (яп. 享保の改革, きょうほうのかいかく кё:хо: но кайкаку) — название курса социально-экономических преобразований в Японии, которые осуществлялись во время 30-летнего правления Токугавы Ёсимунэ (1716—1745), 8-го сёгуна сёгуната Эдо. Реформы названы по девизу правления Кёхо (1716—1736 годы). Наряду с «реформами годов Кансэй» (1787—1793) и «реформами годов Тэмпо» (1841—1843) относится к трём крупнейшим реформаторским курсам периода Эдо.

## Хронология
- 1717 (2-й год Кёхо): реформа валюты; упорядочение системы обмена серебра на золото, выпуск новых монет.
- 1719 (4-й год Кёхо): принятие «Закона разрешения споров по договорённости».
- 1720 (5-й год Кёхо):
  - основание 47 отрядов пожарных в Эдо в связи с пожарами в городе;
  - выдача разрешения на ввоз книг с Запада, за исключением гуманитарно-философской литературы.
- 1721 (6-й год Кёхо):
  - установка в городах «ящиков для подачи жалоб» (яп. 目安箱 мэясубако) для простых людей с целью получения информации о ходе реформ и настроениях населения[3];
  - принятие «Запрета на продажу сельскохозяйственных земель» (отменён через два года).
- 1722 (7-й год Кёхо):
  - внедрение системы тасидака, которая предусматривала снятие имущественного ценза при приёме чиновников в администрацию сёгуната.
  - реформа здравоохранения; основание больницы Коисикава[3].
  - внедрение системы контрибутивного риса, которая предусматривала повышение налогов для региональных ханов с целью спасения бедняков.
  - принятие закона, по которому устанавливался уровень дани для сёл столичного региона: одна треть урожая должна была оплачиваться не рисом, а серебром.
  - установление постоянного размера дани с крестьян, который не зависел от урожайности или неурожайности определённого года.
  - установление постоянного налога серебром для жителей Эдо.
- 1725 (10-й год Кёхо): принятие закона об установлении налога кутимай на оплату дани рисом.
- 1728 (13-й год Кёхо): внедрение новой системы налогообложения, по которой 50 % урожая отдавали сёгунату, а остальные 50 % оставались крестьянам (до этого сёгунат забирал только 40 % урожая).
- 1730 (15-й год Кёхо): принятие закона, по которому правители региональных ханов и осакские крупные купцы должны были периодически скупать рис, способствуя тем самым поднятию цен на него.
- 1735 (20-й год Кёхо): провозглашение разрешения на выращивание торговых и технических культур в крестьянских хозяйствах, при условии увеличения уплаты дани.
- 1736 (1 год Гэмбун):
  - реформа валюты.
  - принятие «Утверждённых положений о судопроизводстве».
- 1744 (8-й год Гэмбун): основание обсерватории в районе Канда, Эдо.